# Чисті Луки
Чи́сті Луки́ (до 2024 року — Чисті Лужі) —  село в Україні, у Любецькій селищній громаді Чернігівського району Чернігівської області. Населення становить 59 осіб. До 2020 орган місцевого самоврядування — Великозліївська сільська рада.

## Історія
12 червня 2020 року, відповідно до розпорядження Кабінету Міністрів України № 730-р «Про визначення адміністративних центрів та затвердження територій територіальних громад Чернігівської області», увійшло до складу Любецької селищної громади.
19 липня 2020 року, в результаті адміністративно - територіальної реформи та ліквідації Ріпкинського району, село увійшло до складу Чернігівського району Чернігівської області.
19 вересня 2024 року Верховна Рада підтримала перейменування села Чисті Лужі на Чисті Луки. 26 вересня 2024 року перейменування набуло чинності.